# イェンス・ツィマーマン
イェンス・ツィマーマン（Jens Zimmermann）は、ドイツのDJ。
12歳からDJとしての活動を始め、フランクフルト空港内のディスコドリアン・グレイ(Dorian Gray)内でデビューした。
WIRE09と09では来日している。

## ディスコグラフィー

### シングル
- Reduction, Seduction(2007)
- Transmitter Check EP(2007)
- On Drumzzz(2009)

### アルバム
- #1 (12")(2005)
- #2 (12")(2005)
- #3 (12")(2006)
- #4 (12")(2007)
- Geigenhimmel / The Return Of Horst Jackson(2007)
- Modmodblubblub / O-n-y-x(2007)
- Tranquillité(2007)
- Space Migration 3000(2008)
- Audio8(2009)
- X11 + X12 (2009)